# Flaggen der nationalen Minderheiten in Deutschland
Mit den Flaggen der nationalen Minderheiten in Deutschland repräsentieren sich die nationalen Minderheiten, die in der Bundesrepublik Deutschland anerkannt sind. Dabei haben die Flaggen einen unterschiedlichen Status. Während einige in die Gesetzgebung aufgenommen wurden, sind andere nur durch die Interessenverbände der Minderheiten legitimiert.

## Die nationalen Minderheiten
Den rechtlichen Status einer nationalen Minderheiten haben jene Gruppen in Deutschland, deren Angehörige deutsche Staatsangehörige sind, sich vom Mehrheitsvolk durch eigene Sprache, Kultur und Geschichte unterscheiden, also eine eigene Identität haben, diese Identität bewahren wollen, traditionell in Deutschland heimisch sind und in Deutschland in angestammten Siedlungsgebieten leben. Das Rahmenübereinkommen des Europarates zum Schutz nationaler Minderheiten findet in Deutschland auf die Dänen in Schleswig-Holstein, die Friesen in Schleswig-Holstein und Niedersachsen, die Sorben in Brandenburg und Sachsen sowie die Roma und Sinti Anwendung.

## Die Flaggen der Dänen

Der Dannebrog, die Flagge Dänemarks
Flagge mit den Schleswigschen Löwen
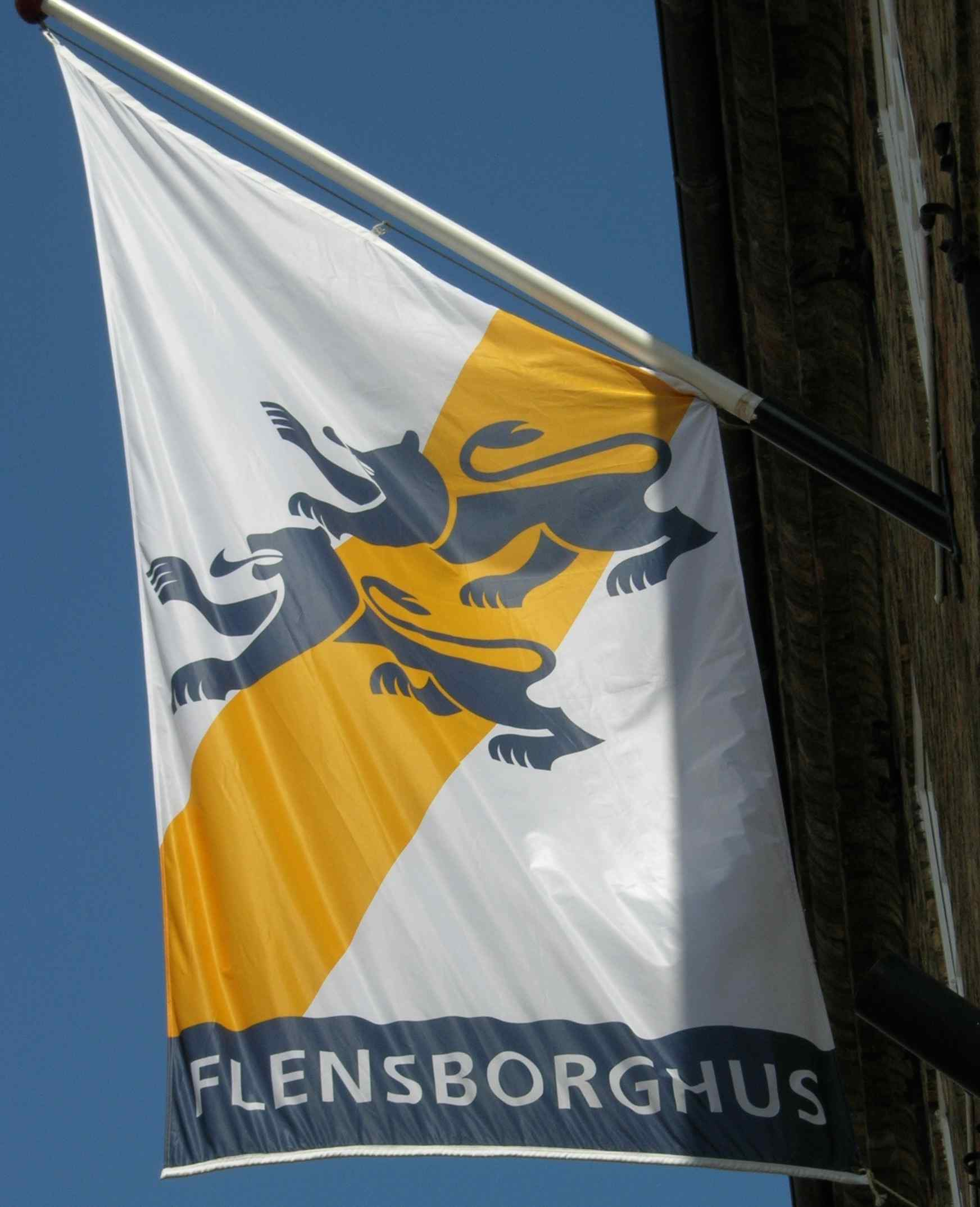
Flagge des Südschleswigschen Vereins in Flensburg

Neben dem Dannebrog verwendet die dänische Minderheit im Landesteil Schleswig (Südschleswig) ein Wappenbanner mit zwei schreitenden blauen Löwen auf gelbem Grund (Schleswigsche Löwen).
Die dänische Minderheit in Südschleswig verwendete vor dem Zweiten Weltkrieg als Symbol die dänische Flagge. Als Vertreter der Minderheit nach dem Krieg bei der Britischen Besatzungsmacht die erneute Verwendung der Flagge beantragten, wurde dies 1946 aber abgelehnt, da die Verwendung jeglicher Flaggen in den ersten Nachkriegsjahren generell verboten war. Da ihnen der Dannebrog verboten war, begann die dänische Bewegung eine eigene Flagge zu entwerfen. 1949/50 wurde sie schließlich eingeführt. Die neue Flagge leitete sich vom Wappen Schleswigs ab: Zwei nach heraldisch rechts schreitende (leopardierende) blaue Löwen auf gelbem Grund.
Mit den Bonn-Kopenhagener Erklärungen von 1955 wurde die Verwendung des Dannebrog wieder erlaubt. Trotzdem findet die Flagge mit den Schleswigschen Löwen weiter ihre Verwendung. In einer Abwandlung ist sie das Symbol des Südschleswigschen Vereins.

## Die Flaggen der Friesen
Die Friesen sind seit jeher territorial und sprachlich sehr zersplittert, ohne gemeinsame Staatsbildung. So haben sich auch unterschiedliche Flaggen entwickelt.

Nordfriesland
Ostfriesland mit Wappen
Gemeinde Saterland
Niederländische Provinz Friesland

### Nordfriesische Trikolore
Die Flagge der Nordfriesen ist eine horizontale Trikolore in Gold, Rot und Blau. Teilweise wird darauf auch das nordfriesische Wappen abgebildet. Die friesischen Farben sind durch das Friesisch-Gesetz (Friisk Gesäts) des Bundeslands Schleswig-Holstein vom 11. November 2004 in § 5 offiziell anerkannt und dürfen neben den Landesfarben gezeigt werden. Eine Flagge, die erstmals das Wappen der Nordfriesen zeigte, wurde beim ersten Volksfest der Nordfriesen am 10. Juni 1844 in Bredstedt gesetzt. Der Kreis Nordfriesland führt eine eigene Flagge, die sein Wappen als Grundlage hat.

### Nordfriesische Kreuzflagge

Die nordfriesische Flagge in der Variante einer Kreuzflagge

Die nordfriesische Flagge gibt es auch in einer skandinavischen Kreuzvariante: blaues Kreuz mit rotem Kontur auf gelbem Grund. Diese Variante wurde von den nationalen Friesen verwendet, um die Identität der Friesen als eigenständiges, nach Skandinavien orientiertes Volk zu betonen, im Gegensatz zu den deutschorientierten Friesen, die sich als deutscher Stamm identifizierten.
Die Kreuzvariante ist vermutlich in den 1920er Jahren entstanden, zur gleichen Zeit bildete sich 1923 der Friesisch-Schleswigsche Verein (heute Friisk Foriining) mit der Forderung, die Friesen als eigenständige nationale Minderheit in der Weimarer Republik anzuerkennen. Eine inoffizielle Anerkennung erfolgte 1925 auf dem Europäischen Nationalitätenkongress. Der größere und deutschgesinnte, 1903 gegründete Nordfriesische Verein protestierte mit den Bohmstedter Richtlinien gegen diese Einstufung.
Die nordfriesische Kreuzflagge kommt seit den 1980er Jahren nur noch selten vor. Angeblich verzichtete man auf die Kreuzvariante, um die nationale Spaltung innerhalb der nordfriesischen Volksgruppe zu überbrücken. Die beiden größeren Vereine der Nordfriesen sind heute im Dachverband Nordfriesischer Rat organisiert und teilen sich als Zentrale das Friisk Hüs in Bredstedt, wobei die nationalen Friesen weiter mit der dänischen Minderheit zusammenarbeiten, z. B. im Dänischen Schulverein und im Südschleswigschem Wählerverband.

### Saterland
Die Saterfriesen leben in der Gemeinde Saterland, die über eine offizielle Flagge verfügt. Sie zeigt das Wappen der Gemeinde auf einem gelben Streifen und zwei hellblauen Randstreifen. Das Breitenverhältnis der Streifen beträgt 1:3:1.

### Ostfriesland
Ostfriesland hat eine horizontale Trikolore in schwarz-rot-blau. Die Farben sind dem Wappen Ostfrieslands entnommen: Schwarz ist die Grundfarbe des Cirksena-Wappens, das Rot entstammt dem Wappen der Grafen von Rietberg und Blau steht für das Harlingerland. Wappen und Flagge stammen von der Grafschaft und späterem Fürstentum Ostfriesland, das 1744 in Preußen aufging. Die ostfriesische Flagge hat heute wieder offiziellen Status, da sie von der Ostfriesischen Landschaft, einem Höheren Kommunalverband, im Jahr 1989 offiziell angenommen wurde. Im privaten Gebrauch verwenden viele Ostfriesen die Flagge auch in Verbindung mit dem gräflichen Wappen Ostfrieslands.

### Andere Gebiete
Daneben existieren weitere Flaggen von Gebietskörperschaften oder Verbänden, mit denen sich Friesen in Deutschland identifizieren, etwa die Flagge der Insel Helgoland oder des Landes Wursten.

### Interfriesische Flaggen

Interfriesische Flagge der Groep fan Auwerk

Interfriesische Flagge des Friesenrates

Am 23. September 2006 wurde eine so genannte Interfriesische Flagge von der vor allem in den Niederlanden beheimateten Gruppierung Groep fan Auwerk vorgestellt, die sowohl Nord-, Ost-, als auch die in den Niederlanden lebenden Westfriesen repräsentieren soll und eng mit dem von der Gruppe verfolgten Idee eines großfriesischen Staats verknüpft ist. Das weiße skandinavische Kreuz, auf blauem Kreuz, auf goldenem Grund weist auf eine kulturelle Gemeinsamkeit der Friesen mit den skandinavischen Völkern und auf die christliche Religion hin. Es stellt die Verbindung der vier Teile der Flagge dar. Die Farben leiten sich von den bestehenden Flaggen der friesischen Gruppen ab. Das Gelb (Gold) stammt aus der Flagge der Nordfriesen und der Flagge der Gemeinde Saterland. Es findet sich aber auch in den Löwen der Wappen der niederländischen Provinz Friesland und der Region West-Friesland wieder. Blau ist in fast jeder friesischen Flagge vertreten. Weiß kommt in den Flaggen von Helgoland, Westergo und Ameland vor. Die roten Seerosenblätter (Pompeblêden) sind der Flagge des niederländischen Frieslands entliehen. Rot kommt auch in den Flaggen von Groningen, Oostergo, Saterland, Ostfriesland, Helgoland und Nordfriesland vor. Gelb/Gold symbolisiert den Reichtum, eine goldene Zukunft und fruchtbaren Boden, bedeckt mit Butterblumen, Getreide und Raps. Die Deiche werden auch als „goldener Ring“ bezeichnet. Blau steht für das Wasser, das Meer und die Kanäle. Weiß ist das Sonnenlicht, das über das Wasser und auf die Erde scheint. Weiß steht auch für den Frieden. Die vier Seerosenblätter sollen für die von der Groep fan Auwerk deklarierten vier Teile des heutigen Frieslandes stehen, nämlich für West-, Ost- und Nordfriesland sowie für die von der Gruppe Südfriesland genannte Provinz Groningen, deren Einwohner sich aber bereits seit Jahrhunderten nicht mehr den Friesen zugehörig fühlen und dementsprechend auch nicht in friesischen Verbänden vertreten sind.
Die Flagge der Groep fan Auwerk geriet nach der Vorstellung in die Kritik und findet bis heute außerhalb der Gruppierung kaum Verwendung. Auch der Interfriesische Rat lehnte den Entwurf aus verschiedenen Gründen ab. Allerdings griff der Rat die Idee einer gesamtfriesischen Flagge auf und nahm im Juni 2009 schließlich eine Flagge an, die ebenfalls als gesamtfriesische Flagge gelten soll. Sie zeigt auf „europablauem“ Grund einen Ring, der auf den drei traditionellen Sektionsflaggen des Rates basiert und deren Farben in der geographischen Anordnung der drei Frieslande darstellt. Die Anlehnung an die Europaflagge soll zeigen, dass die Friesen überzeugte Europäer sind, da sie bereits im Friesischen Manifest 1955 die europäische Einigung forderten. Der Kreis steht für die Geschlossenheit der Friesen. Dieser explizit moderne Flaggenentwurf hatte sich im vorhergehenden Auswahlverfahren gegen traditionelle und historische Vorschläge durchgesetzt.

## Roma-Flagge

Roma-Flagge

Blau symbolisiert den Himmel und die spirituellen Werte, Grün das Land und die weltlichen Werte. 1971 wurde auf dem ersten „World Romani Congress“ die Flagge mit einem Rad mit 16 Speichen ergänzt und bestätigt. Das Rad bzw. die rota (lat.) steht für „Wanderschaft“ und damit begrifflich in nächster Nähe zur antiziganistischen Diffamierung der Roma als „Rotationseuropäer“. Zwar kann es auch als Chakra interpretiert werden, das einen Bezug zum indischen Subkontinent als mythischem Herkunftsraum vor vielen Jahrhunderten herstellen würde. Ein Chakra findet sich in der Flagge Indiens. Aber auch das indische Chakra ist ein Rad.
Die Spitzenorganisation der nationalen Minderheit, der Zentralrat Deutscher Sinti und Roma, lehnt das Fahnensymbol seit langem ab und verwendet es nicht mehr. Die dem Zentralrat angeschlossenen Verbände verstehen sich nicht als Organisationen von „Wanderern“ und sind auch keine Migrantenzusammenschlüsse. Ungeachtet individueller Verwendung kann die Flagge insofern nicht als Symbol dieser deutschen nationalen Minderheit verstanden werden.

## Die Flagge der Sorben

Flagge der Sorben

Die Flagge der Sorben wird erstmals im Jahr 1842 erwähnt. Ihre Farbgebung in Blau-Rot-Weiß entspringt den panslawischen Farben, die auch von anderen slawischen Völkern bzw. Staaten verwendet werden. Die Flagge der Sorben kann im sorbischen Siedlungsgebiet der Länder Brandenburg und Sachsen gleichberechtigt mit den jeweiligen Landesflaggen verwendet werden.